# Mark Vanderloo
Mark Vanderloo (* 24. April 1968 in Waddinxveen) ist ein niederländisches Supermodel.
Vanderloo studierte Geschichte an der Universität von Amsterdam. Er arbeitete unter anderem für Hugo Boss, Calvin Klein, Donna Karan und Trussardi. 1995 war sein Gesicht neben Greg Louganis, Matthew Broderick, Tyson Beckford und Bridget Hall in einer von Time Warner finanzierten AIDS-Awareness-Kampagne zu sehen. 1996 war er das Model of the Year des Musikvideosenders VH1. Heute zählt er neben Marcus Schenkenberg, Werner Schreyer und Alex Lundqvist zu den bekanntesten männlichen Models.
Vanderloo war lange liiert und verheiratet mit dem ebenfalls für DKNY werbenden Supermodel Esther Cañadas und in der Folge oft Gegenstand der Klatschkolumnen amerikanischer Boulevardmedien.
Heute hat er eine Beziehung mit der Schauspielerin und dem ehemaligen Model Robine van der Meer. Zusammen haben sie zwei Kinder, Emma Paula und Mark.
Vanderloo ist die Vorlage für das Aussehen des männlichen Standardhauptcharakters der Spielereihe Mass Effect.